# عرقان طراد
عرقان طراد قرية فلسطينية تقع شمال شرق بلدة سعير في محافظة الخليل بالضفة الغربية، ترتفع عن سطح البحر 800 م.

## سبب التسمية
يبدو أن الآراء الأكثر تؤكد على سبب واحد وهو أن سبب التسمية يعود إلى كهف كبير يقع في مركز القرية وبسبب الظروف الطبيعية وتهدم وحل به الخراب ولم يبقى منه الا اجزاء بسيطه. ويرد مسمى العراق للكهوف بمناطق أخرى من بلاد الشام كمنطقة عراق الدب في عجلون في الأردن.

## وصف القرية
تؤخذ هذه القرية شكل المستطيل من بداية دخولها من الغرب إلى أن تصل لنقطة يتفرع بها المستطيل لشعبتين (مع العلم ان هذا التفريع يأتي في اعمق نقطة بهذه القرية) شعبه للشمال الشرقي وشعبه للجنوب الشرقي وتقع القرية بما فيها من مساكن ومسجد ومحلات تجاريه بسيطه بين جبلين فهي عباره عن وادي بين جبلين وعلى ما يبدو أن مسمى (الواد) هو الاسم الشائع لهذه القرية بين سكانها والمعنى ليس بغريبا وليس ببعيدا فهو فعلا يدل على تضاريسها الطبيعية.

## سبب السكن
من المعروف ان أي منطقه بالعالم لا تسكن الا بسبب توفر المياه اولا وحول عين الماء تكبر الاسر وتصبح قريه وقد تتطور لتصبح مدينه وهذه القرية كان سبب سكناها الرئيسي هو توفر المياه فيها والتي على اساسها كانت الزراعة أول مهنه يزاولها السكان ليصبح بعد ذلك ويتحولون معظمهم إلى مهنه أخرى من الصناعات البسيطة وهي صناعة الحجر الذي اخذوها عن بعض المناطق المجاورة التي تعمل بالحجر وصناعته.

## الموقع الجغرافي
- تقع على خط احداثي محلي غربي 112.76م وخط إحداثي محلي شرقي 175.38م
- يرتفع عن سطح البحر 800م وتبلغ مساحة المنطقة المبنية فيه 58دونما وتحيط به أراضي سعير ويبلغ عدد المباني فيه 60مبنى وعدد الوحدات السكنية 62وحدة.
- تقع إلى الشرق من خربة كويزيبا، وبالقرب منها قناة العروب التي كانت توصل المياه من العروب وكويزيبا إلى القدس، بلغ عدد سكانها عام 1997م366 نسمة وكان السكان يعملون بالزراعة وتربية الماشية.

## التطور
في السنوات الأخيرة بدء البناء العمراني في القرية يتوسع ويمتد إلى رؤوس الجبال وبدأت تظهر سمة التطور والحداثة على القرية من خلال هذه البيوت الحديثة علاوه على ذلك تم إنشاء مدرسة للإناث في وسط القرية ما زالت قيد الإنشاء بدعم من الحكومة البلجيكية.